# Paleoplatyura johnsoni
Paleoplatyura johnsoni är en tvåvingeart som beskrevs av Oskar Augustus Johannsen 1910. Paleoplatyura johnsoni ingår i släktet Paleoplatyura och familjen platthornsmyggor. Inga underarter finns listade i Catalogue of Life.